# Johannes Atrocianus
Johannes Atrocianus (von lateinisch atrox, „hart“, „streng“; * Mitte der 1490er Jahre in Ravensburg), vermutlich gleichzusetzen mit Johann Grimm, war ein Dichter, Humanist und Gegner der Reformation in Basel. Atrocian immatrikulierte sich im Sommersemester 1509 an der Universität Wien, 1513/14 an der Universität Basel. Nach dem Studium bestritt Atrocian seinen Lebensunterhalt als Schulmeister. Zwischen 1520 und 1524 war er als Privatlehrer in St. Gallen tätig. Danach kehrte Atrocian nach Basel zurück und war 1528 Schulmeister am Augustiner-Chorherrenstift St. Leonhard.
Schon früh war Atrocian mit bedeutenden humanistischen Gelehrten in Kontakt. Zu diesen zählten Erasmus von Rotterdam, der Drucker Johann Froben, Beatus Rhenanus, Glarean und Bonifacius Amerbach.
Atrocian hatte zwei Söhne, sein erster Sohn Onophrius war 1528 bereits in einem Alter, in dem er selbst lateinische Epigramme verfassen konnte. Sein zweiter Sohn hieß wie der Vater Johannes, was ab dem 18. Jahrhundert zur Verwechslung zwischen Vater und Sohn (aus Colmar) und Johannes Acronius Frisius aus Akkrum in Friesland führte.
Nach dem Siegeszug der Reformatoren und dem Bildersturm in Basel verließ Atrocian die Stadt im Frühling 1529 und ließ sich zunächst in Colmar nieder, vermutlich bis 1535. Etwa zeitgleich mit dem Studienbeginn seines Sohnes siedelte Atrocian ins katholische Luzern um. Der Rat von Luzern übertrug Atrocian 1543 die Leitung der Lateinschule im Barfüsserkloster.

## Werke
Die literarische Aktivität Atrocians fällt in die Zeit der voranschreitenden Reformation in Basel. Mit seinen Schriften spricht sich der Autor gegen die Reformation aus, die er u. a. als Verursacherin der Bauernkriege und einer um sich greifenden Bildungsfeindlichkeit ansieht. Insbesondere gegen den Basler Reformator Johannes Oekolampad schreibt er erbittert an.
- Elegia de bello rustico, Basel 1528
- Nemo Evangelicus, Basel 1528
- Mothonia hoc est superbia, Basel 1528
- Querela missae, Basel 1529
- Epigramme, Basel 1529